# Улица Карабулина
Улица Карабулина (бывшая Подосёновская улица) — улица в южной части города Ярославля, в посёлке Толчково. Пролегает между Большой Федоровской улицей и 1-й Вокзальной улицей.

## История
Улица образовалась в начале XIX века при перестройке Толчковской слободы по регулярному плану и пролегала от Которосльной набережной до Подбутырской улицы. Первое время называлась Подосёновским переулком по домовладельцу купцу Подосёнову, с середины XIX века — Подосеновская улица. Встречалось также употребление разговорного названия Угрюмовский переулок по расположенному здесь домовладению купцов Угрюмовых.
В 1920-х годах при застройке посёлка Бутырки Подосёновская улица была продлена до 1-й Вокзальной улицы.
В ноябре 1963 года Подосёновскую улицу переименовали в улицу Карабулина в честь Н. И. Карабулина (1918—1943) — лётчика, Героя Советского Союза, до войны работавшего токарем на заводе «Пролетарская свобода».
В 1975 году в створе улицы был построен Толбухинский мост, северная часть улицы включена в проспект Толбухина.